# Bruzelia guayacura
Bruzelia guayacura är en kräftdjursart som beskrevs av J. L. Barnard 1972. Bruzelia guayacura ingår i släktet Bruzelia och familjen Synopiidae. Inga underarter finns listade i Catalogue of Life.